# Paramuszyr
Paramuszyr (ros. Парамушир; jap. 幌筵島 Paramushiru-tō; ajn.: パラムシㇼ　lub パラムシㇽ, Para-mu-sir) – jedna z wysp w północnej grupie Dużego Łańcucha Kurylskiego Wysp Kurylskich. Powierzchnia wyspy wynosi 2053 km². Rozciąga się z północnego wschodu na południowy zachód na długości ok. 120 km, osiągając szerokość 20-30 km. Na północy wąska Druga Cieśnina Kurylska oddziela ją od wyspy Szumszu. Najbardziej na południe wysuniętym punktem jest Przylądek Wasiliewa.
Na wyspie znajduje się szereg wulkanów, z czego pięć aktywnych lub potencjalnie aktywnych:
- Czikuraczki (1816 m n.p.m. – najwyższy szczyt wyspy);
- Wulkan Fussa (1772 m n.p.m.);
- Wulkan Tatarinowa (1530 m n.p.m.);
- Wulkan Karpińskiego (1345 m n.p.m.);
- Ebeko (1156 m n.p.m.).

Cztery pierwsze z nich leżą w południowej części wyspy, piąty - w części północnej.
Głównym (a obecnie – stan na 2010 – jedynym) stale zamieszkanym punktem wyspy jest miasteczko Siewiero-Kurilsk, położone w jej północnej części, nad Drugą Cieśniną Kurylską (2470 mieszkańców w 2006). Położone na oceanicznych, wschodnich wybrzeżach wyspy dawne osady Gałkino, Okieanskoje, Charitonowka i in. są obecnie niezamieszkane.